# 히라이 신호장
히라이 신호장(일본어: 平井信号場)은 일본 아이치현 도요카와시에 위치한 신호장이다. 나고야 철도 나고야 본선에 속한다. 나고야 철도 나고야 본선과 도카이 여객철도 이다선의 분기점 역할을 하며, 일본국유철도 시대에는 이다선 쪽에도 히라이 신호장이 존재했지만, 1963년에 고자카이역으로 통·폐합되었다.

## 구조
복선의 나고야 철도 나고야 본선과, 같은 복선의 도카이 여객철도 이다선의 분기 · 합류점이다.

## 역사
- 1927년 6월 1일 : 도요카와 철도, 히라이 신호소를 신설. 아이치 전기 철도(후의 나고야 철도)도 신설.
- 1943년 8월 1일 : 도요카와 철도가 전시 인수에 의해 국유화, 동시에 히라이 신호장으로 개칭.
- 1963년 12월 17일 : 국유철도 히라이 신호장을 폐지, 고자카이 역에 통합.

## 인접 역
| 도카이 여객철도 이다선  | 도카이 여객철도 이다선 | 도카이 여객철도 이다선 |
| ----------------------- | ---------------------- | ---------------------- |
| 시모지 도요하시 방면    | ■ 이다선               | 고자카이 다쓰노 방면   |
| 나고야 철도 나고야 본선 |                        |                        |
| 도요하시 도요하시 방면  | ■ 나고야 본선          | 이나 메이테쓰기후 방면 |